# Melanagromyza bulbifrons
Melanagromyza bulbifrons este o specie de muște din genul Melanagromyza, familia Agromyzidae, descrisă de Spencer în anul 1959.
Este endemică în Malawi. Conform Catalogue of Life specia Melanagromyza bulbifrons nu are subspecii cunoscute.